# Cabrero (Chile)
Cabrero ist eine Stadt und Gemeinde in der Provinz Bío-Bío in der Región del Biobío in Chile. Bei der Volkszählung im Jahr 2017 hatte sie 28.573 Einwohner. Die Gemeinde erstreckt sich über eine Fläche von 639,8 km².
Die Laja-Fälle liegen etwa 25 km südlich der Stadt Cabrero.

## Geschichte
Am 7. September 1897 wurde Villa Cabrero durch das von Präsident Federico Errázuriz diktierte Gesetz offiziell geschaffen. Die Gemeinde Cabrero wurde am 30. Dezember 1927 gegründet.

## Bevölkerung
Laut der Volkszählung des Nationalen Statistikinstituts von 2002 hatte Cabrero 25.282 Einwohner (12.888 Männer und 12.394 Frauen). Davon lebten 18.037 (71,3 %) in städtischen Gebieten und 7245 (28,7 %) in ländlichen Gebieten. Die Bevölkerung wuchs zwischen den Volkszählungen 1992 und 2002 um 16,5 % (3577 Personen). Laut der Volkszählung im Jahr 2017 hatte die Gemeinde eine Bevölkerung von 28.573.

## Orte
Die Gemeinde Cabrero hat die folgenden Städte, Dörfer und Weiler, basierend auf der Volkszählung von 2017:
- Cabrero
- Los Castaños
- Charrúa
- Charrúa Sur
- Monte Águila
- El Manzano
- El Progreso
- El Rosal
- Salto del Laja
- Santa Juana

Einige besiedelte Gebiete, die in dieser Volkszählung nicht erwähnt wurden, sind:
- Los Aromos
- Estero Los Sapos
- El Manzano
- Laguna de Coihuico
- Los Leones
- Quinel
- La Colonia
- Colicheu
- El Progreso
- Puentes Negros
- Los Canelos
- Lomas de Angol

## Persönlichkeiten
- Joaquín Abdala (* 2000), chilenisch-palästinensischer Fußballspieler